# Ángel Cabrera Latorre
Ángel Cabrera Latorre, född 19 februari 1879 i Madrid, död 8 juli 1960 i La Plata, var en spansk naturhistoriker och zoolog.
Auktorsnamnet Cabrera kan användas för Ángel Cabrera Latorre i samband med ett vetenskapligt namn inom zoologin; se Wikipedia-artiklar som länkar till auktorsnamnet.